# صمغ گوآر
صمغِ گوآر یا گوآر گام (به انگلیسی: guar gum) یا گواران (به انگلیسی: guaran) یا گاما یک افزودنی خوراکی است که مصارف بسیار زیادی در صنعت مواد غذایی، دارویی و آرایشی دارد.
گوارگام یک فیبر غذایی گرفته شده از نوعی لوبیای خوشه‌ای گیاه گوآر در هند است؛ و بیشتر در پاکستان و هندوستان و ایالات متحدهٔ آمریکا تولید می‌شود. این ماده از نظر ساختمانی یک گالاکتومانان است.
برخلاف سایر تغلیظ‌کننده‌ها مثل نشاستهٔ اصلاح‌شده، می‌توان از گوارگام در مواد غذایی دارای برچسب کاملاً طبیعی استفاده کرد.
گوارگام، بسته به شرایط دماییِ مختلف، مدت‌زمان خیس خوردن، پی‌اچ‌های متفاوت، سرعت پخش‌سازی پودر در حلّال، غلظت کاربردی و مش ذرات گوار میزان رطوبت‌پذیری مادهٔ فوق در حلّال‌های گوناگون غلظت‌های متفاوتی را ایجاد می‌کند.
در صنایع مختلفی از قبیل صنایع غذایی و صنایع دارویی مورد استفاده قرار می‌گیرد.
صمغ گوار در کارخانه‌های تولید فراورده‌های لبنی بیشترین استفاده را دارد.
گیاه گوار اغلب در مناطقی مانند پاکستان و هند رشد می‌کند. از جمله مواد شیمیایی تولیدی آن مناطق می‌باشد.